# Uruguayaans voetbalelftal in 1986
Het Uruguayaans voetbalelftal speelde in totaal tien interlands in het jaar 1986, waaronder vier duels bij het WK voetbal 1986 in Mexico. Daar werd de ploeg in de achtste finales uitgeschakeld door buurland – en tevens de latere wereldkampioen – Argentinië. Bondscoach Omar Borrás vertrok na het toernooi en maakte plaats voor Roberto Fleitas.

## Balans
| Wedstrijden | Wedstrijden | Wedstrijden | Wedstrijden | Doelpunten | Doelpunten | Doelpunten | Punten |
| Gespeeld    | Winst       | Gelijk      | Verlies     | Voor       | Tegen      | Saldo      | Punten |
| ----------- | ----------- | ----------- | ----------- | ---------- | ---------- | ---------- | ------ |
| 10          | 1           | 6           | 3           | 9          | 14         | –5         | 0.800  |

## Interlands
|                                                  |                         |       |                                                                 |                                                                              |
| 2 februari Marlboro Cup № 510 «onderlinge duels» | Canada                  | 1 – 3 | Uruguay                                                         | Orange Bowl, Miami Toeschouwers: 15.054 Scheidsrechter: Angelo Bratsis (USA) |
| 2 februari Marlboro Cup № 510 «onderlinge duels» | George Pakos 45' (pen.) |       | 27' Carlos Aguilera 54' Santiago Ostolaza 60' José Luis Zalazar | Orange Bowl, Miami Toeschouwers: 15.054 Scheidsrechter: Angelo Bratsis (USA) |

|                                                  |                  |       |                     |                                                                              |
| 7 februari Marlboro Cup № 511 «onderlinge duels» | Verenigde Staten | 1 – 1 | Uruguay             | Orange Bowl, Miami Toeschouwers: 15.852 Scheidsrechter: Marco Dorantes (MEX) |
| 7 februari Marlboro Cup № 511 «onderlinge duels» | Bruce Murray 9'  |       | 75' Carlos Aguilera | Orange Bowl, Miami Toeschouwers: 15.852 Scheidsrechter: Marco Dorantes (MEX) |

|                                                        |                                         |       |                                        |                                                                                                  |
| 16 februari Vriendschappelijk № 512 «onderlinge duels» | Uruguay                                 | 2 – 2 | Polen                                  | Estadio Centenario, Montevideo Toeschouwers: 44.000 Scheidsrechter: Juan Daniel Cardellino (URU) |
| 16 februari Vriendschappelijk № 512 «onderlinge duels» | Miguel Bossio 61' José Luis Zalazar 78' |       | 7' Krzysztof Baran 63' Krzysztof Baran | Estadio Centenario, Montevideo Toeschouwers: 44.000 Scheidsrechter: Juan Daniel Cardellino (URU) |

|                                                     |                    |       |         |                                                                                          |
| 13 april Vriendschappelijk № 513 «onderlinge duels» | Mexico             | 1 – 0 | Uruguay | Memorial Coliseum, Los Angeles Toeschouwers: 10.000 Scheidsrechter: Angelo Bratsis (USA) |
| 13 april Vriendschappelijk № 513 «onderlinge duels» | Javier Aguirre 13' |       |         | Memorial Coliseum, Los Angeles Toeschouwers: 10.000 Scheidsrechter: Angelo Bratsis (USA) |

|                                                     |       |       |         |                                                                                           |
| 21 april Vriendschappelijk № 514 «onderlinge duels» | Wales | 0 – 0 | Uruguay | The Racecourse Ground, Wrexham Toeschouwers: 11.154 Scheidsrechter: Thomas Donnelly (NIR) |
| 21 april Vriendschappelijk № 514 «onderlinge duels» |       |       |         | The Racecourse Ground, Wrexham Toeschouwers: 11.154 Scheidsrechter: Thomas Donnelly (NIR) |

|                                                     |                       |       |               |                                                                               |
| 23 april Vriendschappelijk № 515 «onderlinge duels» | Ierland               | 1 – 1 | Uruguay       | Lansdowne Road, Dublin Toeschouwers: 14.000 Scheidsrechter: John Martin (ENG) |
| 23 april Vriendschappelijk № 515 «onderlinge duels» | Gerry Daly 39' (pen.) |       | 22' Rubén Paz | Lansdowne Road, Dublin Toeschouwers: 14.000 Scheidsrechter: John Martin (ENG) |

| WK voetbal 1986 |
| --------------- |

|                                                                |                      |           |                  |                                                                                               |
| 4 juni WK-eindronde Groep E № 516 «onderlinge duels» 12:00 uur | Uruguay              | 1 – 1     | West-Duitsland   | Estadio La Corregidora, Querétaro Toeschouwers: 30.500 Scheidsrechter: Vojtěch Christov (TCH) |
| 4 juni WK-eindronde Groep E № 516 «onderlinge duels» 12:00 uur | Antonio Alzamendi 4' | (details) | 84' Klaus Allofs | Estadio La Corregidora, Querétaro Toeschouwers: 30.500 Scheidsrechter: Vojtěch Christov (TCH) |

|                                                                | |           |                             | |
| 8 juni WK-eindronde Groep E № 517 «onderlinge duels» 16:00 uur | Denemarken | 6 – 1     | Uruguay                     | Estadio Neza 86, Nezahualcóyotl Toeschouwers: 26.500 Scheidsrechter: Antonio Márquez Ramírez (MEX) |
| 8 juni WK-eindronde Groep E № 517 «onderlinge duels» 16:00 uur | Preben Elkjær Larsen 11' Søren Lerby 41' Michael Laudrup 52' Preben Elkjær Larsen 67' Preben Elkjær Larsen 80' Jesper Olsen 88' | (details) | 45' (pen.) Enzo Francescoli | Estadio Neza 86, Nezahualcóyotl Toeschouwers: 26.500 Scheidsrechter: Antonio Márquez Ramírez (MEX) |

|                                                                 |           |       |           |                                                                                         |
| 13 juni WK-eindronde Groep E № 518 «onderlinge duels» 12:00 uur | Uruguay   | 0 – 0 | Schotland | Estadio Neza 86, Nezahualcóyotl Toeschouwers: 20.000 Scheidsrechter: Joël Quiniou (FRA) |
| 13 juni WK-eindronde Groep E № 518 «onderlinge duels» 12:00 uur | (details) |       |           | Estadio Neza 86, Nezahualcóyotl Toeschouwers: 20.000 Scheidsrechter: Joël Quiniou (FRA) |

|                                                                        |                    |           |         |                                                                                     |
| 16 juni WK-eindronde Achtste finale № 519 «onderlinge duels» 16:00 uur | Argentinië         | 1 – 0     | Uruguay | Estadio Cuauhtémoc, Puebla Toeschouwers: 26.000 Scheidsrechter: Luigi Agnolin (ITA) |
| 16 juni WK-eindronde Achtste finale № 519 «onderlinge duels» 16:00 uur | Pedro Pasculli 42' | (details) |         | Estadio Cuauhtémoc, Puebla Toeschouwers: 26.000 Scheidsrechter: Luigi Agnolin (ITA) |

|  |  |  |  |  |  |  |  |  |

## Statistieken
| Fernando Álvez      | 1959-09-04 | Peñarol                | 8 | 0 | 0 | 10 | 0  |
| Rodolfo Rodríguez   | 1956-01-20 | Santos FC              | 2 | 0 | 0 | 78 | 0  |
| Verdediging         |            |                        |   |   |   |    |    |
| Eduardo Acevedo     | 1959-09-25 | Deportivo La Coruña    | 9 | 0 | 0 | 42 | 1  |
| Nelson Gutiérrez    | 1962-04-13 | CA River Plate         | 7 | 0 | 0 | 35 | 0  |
| José Batista        | 1962-03-06 | Club Deportivo Español | 5 | 0 | 0 | 11 | 1  |
| Eliseo Rivero       | 1957-12-27 | Club Atlético Platense | 5 | 0 | 0 | 7  | 0  |
| Mario Menchaca      | 0000-00-00 | ???                    | 3 | 0 | 0 | 3  | 0  |
| Darío Pereyra       | 1956-10-19 | São Paulo FC           | 2 | 0 | 0 | 32 | 5  |
| José Luis Russo     | 1958-07-14 | Peñarol                | 2 | 0 | 0 | 15 | 0  |
| César Vega          | 1959-09-02 | CA Progreso            | 2 | 0 | 0 | 8  | 0  |
| Julio César Pereira | 1962-07-08 | Central Español        | 0 | 1 | 0 | 4  | 1  |
| Middenveld          |            |                        |   |   |   |    |    |
| Miguel Bossio       | 1960-02-10 | Peñarol                | 8 | 0 | 1 | 30 | 1  |
| Sergio Santín       | 1956-08-06 | Peñarol                | 6 | 0 | 0 | 18 | 0  |
| Enzo Francescoli    | 1961-11-12 | CA River Plate         | 5 | 1 | 1 | 26 | 7  |
| Víctor Diogo        | 1958-04-06 | SE Palmeiras           | 5 | 1 | 0 | 34 | 1  |
| Jorge Barrios       | 1961-01-24 | Olympiakos Piraeus     | 5 | 0 | 0 | 57 | 4  |
| Mario Saralegui     | 1959-04-24 | CA River Plate         | 3 | 3 | 0 | 25 | 2  |
| Santiago Ostolaza   | 1962-07-10 | Club Nacional          | 3 | 0 | 1 | 4  | 1  |
| Rubén Paz           | 1959-08-08 | Racing Club de France  | 1 | 2 | 1 | 20 | 6  |
| Pablo Bengoechea    | 1965-02-27 | Montevideo Wanderers   | 0 | 3 | 0 | 3  | 0  |
| Aanval              |            |                        |   |   |   |    |    |
| José Luis Zalazar   | 1963-10-26 | Tecos de Guadalajara   | 5 | 1 | 2 | 16 | 3  |
| Antonio Alzamendi   | 1956-06-07 | CA River Plate         | 4 | 1 | 1 | 11 | 1  |
| Wilmar Cabrera      | 1959-07-31 | OGC Nice               | 4 | 0 | 0 | 26 | 6  |
| Mauricio Silvera    | 1964-12-30 | CA River Plate         | 4 | 0 | 0 | 6  | 0  |
| Venancio Ramos      | 1959-06-20 | RC Lens                | 3 | 3 | 0 | 40 | 5  |
| Jorge da Silva      | 1961-12-11 | Atlético Madrid        | 3 | 2 | 0 | 22 | 6  |
| Carlos Aguilera     | 1964-09-21 | Racing Club            | 3 | 0 | 2 | 39 | 17 |
| Rogelio Ramirez     | 1959-04-08 | Unión de Santa Fe      | 2 | 0 | 0 | 3  | 0  |
| Enrique Báez        | 1966-01-16 | Montevideo Wanderers   | 1 | 2 | 0 | 3  | 0  |

AUF · A-internationals · Selecties · Bondscoaches · Uruguayaans vrouwenelftal · Olympisch elftal · Uruguay U21 · Uruguay U20 · Uruguay U19 · Uruguay U18 · Uruguay U17
1900 – 1909 ·
1910 – 1919 ·
1920 – 1929 ·
1930 – 1939 ·
1940 – 1949 ·
1950 – 1959 ·
1960 – 1969 ·
1970 – 1979 ·
1980 – 1989 ·
1990 – 1999 ·
2000 – 2009 ·
2010 – 2019 ·
2020 – 2029
WK 1930 · 
WK 1950 · 
WK 1954 · 
WK 1962 · 
WK 1966 · 
WK 1970 ·
WK 1974 · 
WK 1986 · 
WK 1990 · 
WK 2002 · 
WK 2010 · 
WK 2014 · 
WK 2018
OS 1924 · 
OS 1928 ·
OS 2012
1902 · 
1903 · 
1904 · 
1905 · 
1906 · 
1907 · 
1908 · 
1909 ·
1910 · 
1911 · 
1912 · 
1913 · 
1914 · 
1915 · 
1916 · 
1917 · 
1918 · 
1919 ·
1920 · 
1921 · 
1922 · 
1923 · 
1924 · 
1925 · 
1926 · 
1927 · 
1928 · 
1929 ·
1930 · 
1931 · 
1932 · 
1933 · 
1934 · 
1935 · 
1936 · 
1937 · 
1938 · 
1939 ·
1940 · 
1941 · 
1942 · 
1943 · 
1944 · 
1945 · 
1946 · 
1947 · 
1948 · 
1949 ·
1950 · 
1951 · 
1952 · 
1953 · 
1954 · 
1955 · 
1956 · 
1957 · 
1958 · 
1959 ·
1960 · 
1961 · 
1962 · 
1963 · 
1964 · 
1965 · 
1966 · 
1967 · 
1968 · 
1969 ·
1970 · 
1971 · 
1972 · 
1973 · 
1974 · 
1975 · 
1976 · 
1977 · 
1978 · 
1979 ·
1980 · 
1981 · 
1982 · 
1983 · 
1984 · 
1985 · 
1986 · 
1987 · 
1988 · 
1989 ·
1990 ·
1991 · 
1992 · 
1993 · 
1994 · 
1995 · 
1996 · 
1997 · 
1998 · 
1999 · 
2000 · 
2001 · 
2002 · 
2003 · 
2004 · 
2005 · 
2006 · 
2007 · 
2008 · 
2009 · 
2010 · 
2011 · 
2012 · 
2013 · 
2014 · 
2015 · 
2016 ·
2017 ·
2018 ·
2019 ·
2020 ·
2021 ·
2022 ·
2023 ·
2024
Algerije ·
Angola ·
Argentinië ·
Australië ·
België ·
Bolivia ·
Brazilië ·
Bulgarije ·
Canada ·
Chili ·
China ·
Colombia ·
Costa Rica ·
Cuba ·
DDR ·
Denemarken ·
Duitsland ·
Ecuador ·
Egypte ·
Engeland ·
Estland ·
 Finland ·
Frankrijk ·
Georgië ·
Ghana ·
Guatemala ·
Haïti ·
Honduras ·
Hongarije ·
Ierland ·
India ·
Indonesië ·
Irak ·
Iran ·
Israël ·
Italië ·
Ivoorkust ·
Jamaica ·
Japan ·
Joegoslavië ·
Jordanië ·
Libië ·
Luxemburg ·
Maleisië ·
Mexico ·
Marokko ·
Nederland ·
Nicaragua ·
Nieuw-Zeeland ·
Nigeria ·
Noord-Ierland ·
Noorwegen ·
Oekraïne ·
Oezbekistan ·
Oman ·
Oostenrijk ·
Panama ·
Paraguay ·
Peru ·
Polen ·
Portugal ·
Roemenië ·
Rusland ·
Saarland ·
Saoedi-Arabië ·
Schotland ·
Senegal ·
Servië & Montenegro ·
Singapore ·
Slovenië ·
Sovjet-Unie ·
Spanje ·
Tahiti ·
Thailand ·
Trinidad en Tobago · 
Tsjechië ·
Tsjecho-Slowakije ·
Tunesië · 
Turkije ·
Venezuela ·
Verenigde Arabische Emiraten ·
Verenigde Staten ·
Wales ·
Zuid-Afrika ·
Zuid-Korea ·
Zweden ·
Zwitserland
Argentinië (1986) ·
België (1990) ·
Brazilië (1950) · 
Colombia (2014) ·
Costa Rica (2014) ·
Denemarken (1986) ·
Denemarken (2002) ·
Duitsland (2010) ·
Egypte (2018) ·
Engeland (2014) ·
Frankrijk (2002) ·
Frankrijk (2010) ·
Frankrijk (2018) ·
Ghana (2010) ·
Italië (1990) ·
Italië (2014) ·
Mexico (2010) ·
Nederland (1974) ·
Nederland (2010) ·
Portugal (2018) ·
Rusland (2018) ·
Saoedi-Arabië (2018) ·
Schotland (1986) ·
Senegal (2002) ·
Spanje (1990) ·
West-Duitsland (1986) ·
Zuid-Afrika (2010) ·
Zuid-Korea (1990) ·
Zuid-Korea (2010)